# Garrard Conley
Garrard Conley est un écrivain américain né le 15 avril 1985. Il est connu pour son autobiographie intitulée Boy Erased: A Memoir (en), qui est adaptée pour le film de 2018, Boy Erased.

## Biographie
Garrard Conley grandit à Cherokee Village, puis à Mountain Home, dans l'Arkansas. Son père est un pasteur ultraconservateur de la convention baptiste du Sud et un ancien vendeur de voitures. Il passe un semestre à Lyon College avant de rentrer chez lui après avoir été violé par un étudiant. Garrard a dix-neuf ans lorsque ses parents apprennent son homosexualité. Il est alors conduit à Love in Action (en), une association tenue par John Smid (en) qui organise des thérapies de conversion où on lui inflige une véritable torture mentale pour le forcer à changer et corriger sa prétendue déviance.

## Œuvres
- Boy Erased: A Memoir  (ISBN 2746750341)[3]